# Автошлях B43 (Німеччина)
Федеральна траса 43 (В 43 нім. Bundesstraße 43) перетинає федеральну землю Гессен у напрямку схід-захід і таким чином з'єднує Вісбаден з Ганау.
Федеральна автомагістраль починається на північній стороні Майну в районі Майнц-Кастель у Вісбадені і спочатку веде до Майнц-Костхайма, де вона перетинає Майн з мостом Костхайм і проходить через Густавсбург на південній стороні Майну. Далі проходить паралельно до Mainbahn через Бішофсхайм, Рюссельсхайм та Раунхайм до Кельстербаха. Від поперечини Кельстербаха B 43 розвивалася як автомагістраль. У Франкфурті-на-Майні вона спочатку проходить паралельно автобану А3 повз аеропорту Франкфурт-на-Майні.